# 赫雷米·萨缅托
赫雷米·萨缅托（西班牙語：Jeremy Sarmiento，2002年6月16日—），厄瓜多尔男子足球运动员，场上位置是翼锋。現効力英超球隊布萊頓，厄瓜多尔国家足球隊成員。

## 國家隊生涯
萨缅托曾代表厄瓜多尔国家队参加2022年国际足联世界杯，结果队伍止步小组赛阶段。

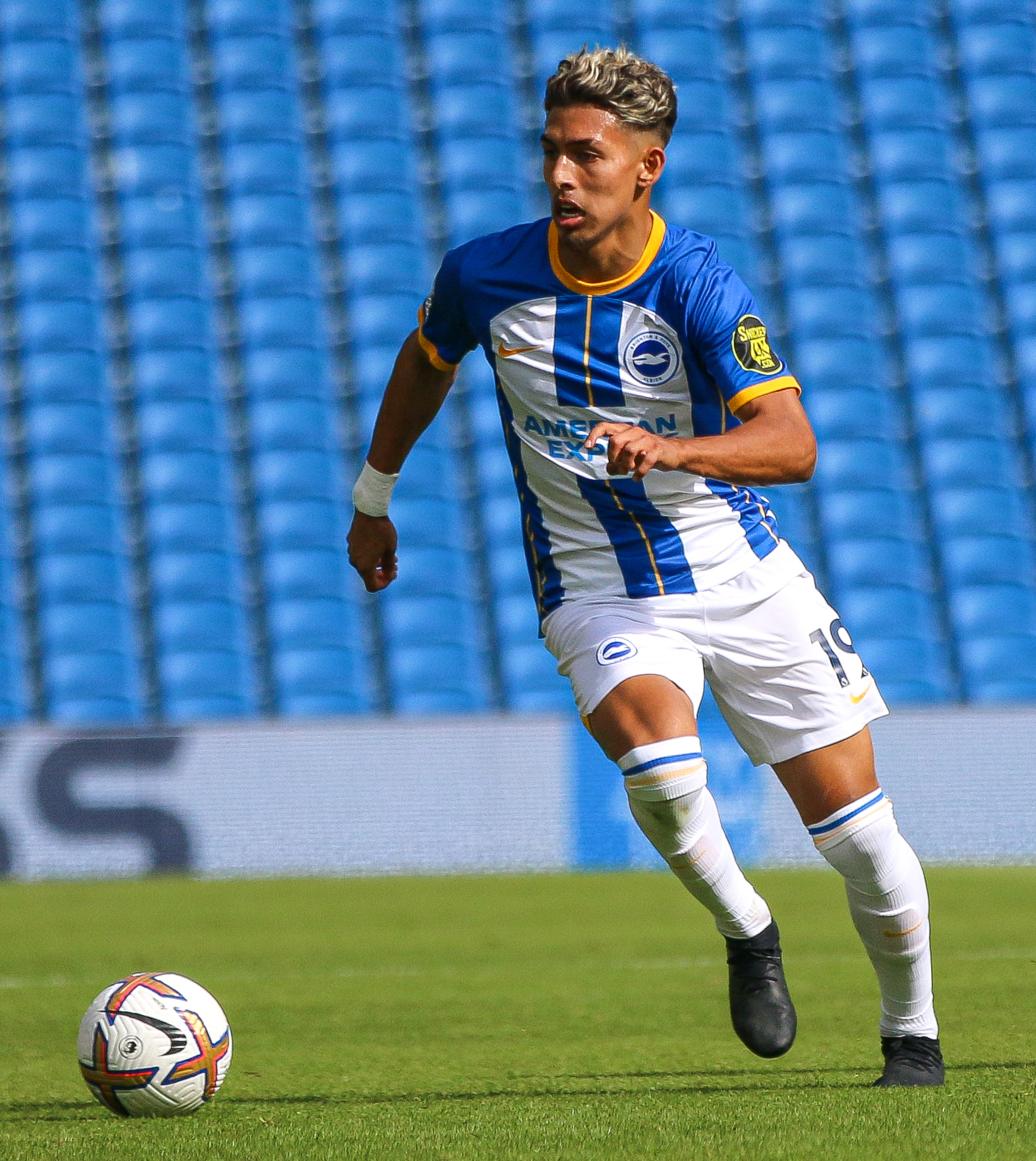
2022年